# アーマード・コア フォーミュラフロント
『アーマード・コア フォーミュラフロント』（ARMORED CORE FORMULA FRONT）は、フロム・ソフトウェアから発売されたシミュレーションゲームであり、PS2およびPSPでリリースされている。PSP版は2004年12月12日、PS2版は2005年3月3日発売。
AI搭載の無人機の行動パターンを設定することで間接的に機体を操作するという、旧来とは異なるコンセプトの作品である。通称は『FF』（Formula Frontより）。
なお、PSP版の廉価・マイナーチェンジバージョンとして、『アーマード・コア フォーミュラフロント インターナショナル』が2005年11月17日に発売されている。

## 特色
本作の最大の特徴として、プレイヤーが直接ACを操作しないという点が挙げられる。プレイヤーはAI搭載型AC（以下u-AC。Unmanned ACの略）の機体構成に加え、いかなる戦法を採るかを設定していくことで間接的に機体を駆る。このためパッケージ裏には『機体を直接操作するゲームではなくシミュレーションゲームである』との注意が記載されていた。なおインターナショナル版ではAIに操作を任せるか、自分で操作するか（Nakedと呼ばれる）を選択することができる。Nakedを選択した場合、上下の視点変更が自動になった以外は、従来のシリーズ作品と同様の操作を楽しむことができる。
他作品と異なり、プレイヤーは傭兵（レイヴン）ではなくチームの監督的存在であるアーキテクトという立場にある。また、スポーツとしてACの戦いを描いている関係からか、作品全体のカラーおよび音楽は比較的明るめ。多彩なメールやニュース、イベントを通じて平和的な催しで活気づくという『AC』シリーズでは珍しい世界観である。
ちなみに、後述する『LR』は『アーマード・コア10作品記念作品』であるが、その10作品の中に本作は含まれていない。ただし、本作は『SL』～『NX』の間の話であることがエンターブレイン刊行の設定資料『アーマード・コア EXTRA GARAGE』のVol.3及び4から窺える。なお、『LR』に登場するVRアリーナはフォーミュラフロントの技術を応用したものという設定がある。15作目の『ACVD』ではUNAC（UNmanned Armored Core）と呼ばれる無人ACが登場し、ミッションにおいて僚機として随伴させることが可能となった。
AIが操作する関係上、ロケットなどのいわゆる「ノーロック武器」であっても的確に当てる事が出来る。

## バージョンの違い
PS2版とPSP版とのデータ同期が可能で、機体データ、アーキテクト設定、エンブレム、チーム名、機体名などが双方で引き継ぎできる。インターナショナルでは通常版からのデータの引き継ぎは可能であるが、その逆、あるいはPS2版とのデータ同期はできない。
なお、他の『AC』シリーズのエンブレムデータは引き継ぎできない（PS2版のみ）、機体組み立てにおいてのパーツの重複ができない、といった制約がある。

### PSP版
機体は5体まで作成が可能。格納されている5体の機体のうちの1体を選択してバトルを進める。対戦はWi-Fiを用いた、無線通信による対戦ができる。なお、各種大会で用いるデータをアップロードする場合は必須である。

### PS2版
格納されている5体の機体同士で、勝ち抜き制の団体戦を行う形でバトルを進める。機体の組み立てやアーキテクト設定など、PSP版とは違った戦略が要求される。

## ストーリー
AIによって制御されたAC同士が戦うメカニカルバトルの最高峰『フォーミュラフロント』。
知識と戦略による華やかな戦いの世界は新世代の興行として、多くの人を熱狂させた。
加速する人気を目の当たりにした企業はその広告効果の高さから、巨額の費用を投じて次々と参入。いつしか『フォーミュラフロント』は最大のエンターテインメントへと進化を遂げる。
今や最高の栄誉となった『フォーミュラフロント』の制覇。各チームはその栄誉を勝ち取るため、世界中を転戦、厳しいリーグを戦い抜く。
肉体の優劣は存在せず、刹那の判断は意味を成さず、ただ知性の女神に選ばれた者だけが栄光を手にする世界。
新たな戦場「フォーミュラフロント」、開幕。

## 登場キャラクター
オーナー
PS2版にのみ登場。プレイヤーのチームの女性オーナー。
かつてあるチームのサブアーキテクトとしてエキスパートリーグにまで進出したが、成績が振るわず５シーズン目に無念の撤退を余儀なくされた過去をもつ。そのためかプレイヤーにも「5シーズン以内のリーグ制覇」を契約条件として突きつけてくる。
フェルノ・ルカーチ
現役時代に数多くの伝説的記録を残したフォーミュラフロントの解説者。
オーナーとは旧知の仲で、プレイヤーのチームのアドバイザーを務めることになる。
PS2、PSP版共に登場。
メイルド・ブレン　所属チーム：テスタロッサ・アルティジャーナ
レギュラーリーグの頂点に君臨するアーキテクト。「帝王」の異名をとる。
伝説と評されるほどの圧倒的な強さを誇り、PSP版におけるトップランカーと呼べる存在である。
PS2、PSP版共に登場。
ライナス　所属チーム：BTワイバーン
PSP版で登場。主人公と同期でフォーミュラフロントに参戦したアーキテクト（ボトムリーグ参戦、B級ライセンスの獲得、あるいはA級ライセンスの獲得（フォーミュラレギュラー参戦）のいずれが同期の基準になっているかは不明）。そのためか、主人公を目標としているところがある。
下位ランクで低迷していたチームは彼の成長とともに上位チームとなり、主人公のライバルの一人として成長を果たした。
レイヴィング　所属チーム：ネオニア
PS2、PSP版共に登場。参戦から間をおかず上位に上り詰める。
常に強者を求め、自分より劣る存在には全く興味を抱かない。
その苛烈な戦い方や物言いは「暴君」の異名をとるほどで、敵も多いが、結果ですべてを黙らせてきた。
ディアボリク　所属チーム：オーガ
PS2、PSP版共に登場。勝利のためならあらゆる手段を是とする。
その蛮行は知性の場にふさわしくないとして忌み嫌うものも多い。
圧倒的な火力と装甲で、相手を叩き潰す戦法を得意とする。
ベアトリス　所属チーム：百龍→オウレットアイ
PS2版にのみ登場。連敗を続けてきたチームを一転、エキスパートリーグ昇格寸前まで躍進させたことで注目を浴びた史上最年少アーキテクトの少女。
ファンやメディアの前では殊勝な態度をとっているが、本来は非常に勝気な性格。
フェルノを差し置いてチームのアーキテクトを務めるプレイヤーに興味を示す。
ジークヴァルト　所属チーム：シュバルツヴォルフ
PS2版にのみ登場。
その研ぎ澄まされた強さは「賢帝」の異名をとる。
天才的な感覚を持ち、ここ最近は己の実力に慢心気味である。

## 用語
フォーミュラフロント
フォーミュラフロントとはモータースポーツを模したバトルグランプリである。各チームは5機のu-ACを用いて戦い抜いていく。FFA（Formula Front Administration）が運営し、ライセンス制度により各チームが出場できるリーグが異なる。
参加するチームの殆どは実在する他のプロスポーツ同様、何らかの企業がスポンサーについており各企業の広告塔を兼ねる。特に、三大企業のミラージュ・クレスト・キサラギは自社製品アピールのためか使用u-ACのパーツに自社製品を用いている（ミラージュやクレストは全パーツを自社製品で構成している）。
なお、フォーミュラ1同様、各地方に各グランプリが存在する。
- ヒルサイドGP
- スチールバレーGP
- グレイシャGP
- フロンティアGP
- ジールGP

アーキテクト
各メンバーの統率からu-ACのアセンブル、AIロジックの組み上げ等を行うチームの監督的存在。チームが勝つには、アーキテクトの腕にかかっていると言っても過言ではない。
それ故、一部のチームにはオーナーにAC構成等を口出しされるアーキテクトも存在する。また実力が無くてもアーキテクト自身の容貌や過激なパフォーマンスで人気を集めたりするチームも存在する。
フォーミュラレギュラー
上級リーグの一つで、全30チームが参加する。一戦ごとに所有u-ACから一機を選んで戦う形式。ランキング形式で上位に上がるには1ランク上のチームと戦わねばならない。一機のみに特化させるか、5機ともバランスよく強化するかはチーム次第である。
なお、上級リーグはA級ライセンスが参加資格となるため、チームのレベルは総じて高い。
フォーミュラエキスパート
上級リーグの一つで、全18チームが参加する。柔道や剣道の団体戦の勝ち抜き戦のようにu-AC5機全てを使用した熾烈な戦いが展開される。また使用u-AC5機のパーツ重複が禁止されている。
そのレベルの高さから、フォーミュラフロントの最高峰とも評される。
フォーミュラマキシマム
特別リーグの一つで、1機のACで全100機のu-ACを撃破する。もともとは非公式に行われていたファンイベントの1つだったが、反響の大きさからFFAが特別リーグと認定した。
アーキテクトライセンスさえ所有していれば参加可能（所属チームを持たない場合は、FFA側からすべての機材が提供される）だが、全100機は様々なリーグの機体データから繰り出されるため難関。
フォーミュラワールド
特別リーグの一つでこちらはPSPのメモリースティックのセーブデータを公式サイトにアップロードして他のユーザーと戦う、いわば「ネット大会」。現在は公式サイト側がサービスを停止しているがユーザー間でアップローダーを用いた非公式大会も開催されている。
ボトムリーグ
B級ライセンスでも参加可能なリーグ。複数が存在し、ボトムリーグ26まで確認されている。
FFA
フォーミュラフロント運営局。正式名称はFormula Front Administration。
複数の企業から選出された11人の代表により構成され、ライセンスの発行、大会要綱の規定・改正、競技監査など、大会に関わる全ての事柄を取り仕切っている。
その他、各地から対戦に適した地形を調査し、ステージとして選別している。